# Дебилизъм
Дебилизъм (на латински: debilis – слаб, немощен) е термин в психологията, психиатрията и педагогиката, с който се обозначава най-слабата степен на интелектуална недостатъчност или още наречена умствена изостаналост, обусловена от задържане на развитието на индивида или поражения на мозъка на плода.
Терминът е въведен от френския психиатър Жак Жозеф Валантен Манян в 1890 г. Английският еквивалент moron (на гръцки: μωρός, moros, означаващо скучен), е въведен от американския психолог Хенри Годард през 1910 г.
Днес тази дума почти не се използва, защото е придобила негативен социален оттенък. В медицината се предпочита слаба умствена изостаналост или слаба интелектуална недостатъчност. Отделни медицински автори все още предпочитат старата терминология – олигофрения, дебилизъм, имбецилност и идиотизъм. По старите критерии дебил е човек с коефициент на интелигентност между 51 и 70.